# Khaled Khalaila
Khaled Khalaila (in ebraico חאלד חלאילה‎?, in arabo خالد خليلة‎?; Sakhnin, 16 dicembre 1982) è un ex calciatore israeliano, di ruolo centrocampista.

## Biografia
È arabo israeliano.

## Carriera
Ha trascorso quasi l'intera carriera nel Bnei Sakhnin, giocandovi ininterrottamente dal 2000 al 2019. Nel 2016, si trovava al sesto posto nella lista dei calciatori con il maggior numero di presenze in un club, a 19 anni, 3 mesi e 10 giorni.

## Palmarès

### Club

#### Competizioni nazionali
- Coppa d'Israele: 1

Bnei Sakhnin: 2003-2004